# Конференция католических епископов Бурунди
Конференция католических епископов Бурунди (фр. Conférence des évêques catholiques du Burundi, CECAB) — коллегиальный орган церковно-административного управления Римско-Католической церкви церковной иерархии в Бурунди. Конференция католических епископов Бурунди осуществляет определённые пастырские функции, направленные для решения литургических, дисциплинарных и иных вопросов, свойственных католической общине страны. Высшим органом Конференции католических епископов Бурунди является общее собрание епископов и архиепископов. Решения Конференции католических епископов Бурунди утверждаются Римским папой. Конференция католических епископов Бурунди входит в Ассоциацию епископских конференций Центральной Африки (Episcopal de l’Afrique Centrale, ACEAC) и Симпозиум епископских конференций Африки и Мадагаскара (Symposium of Episcopal Conferences of Africa and Madagascar, SECAM).
Конференция католических епископов Кении была учреждена Святым Престолом 6 июня 1980 года.

## Президенты
- архиепископ Жоашим Рухуна (1980 – 1986);
- епископ Бубанзы Эварист Нгоягойе (1986—1989);
- епископ Бурури Бернар Будудира (1989—1997);
- архиепископ Гитеги Симон Нтамвана (1997—2004);
- епископ Бубанзы Нтагварара, ЖанЖан Нтагварара (2004—2007);
- архиепископ Бужумбуры Эварист Нгоягойе (2007—2011);
- епископ Нгози Жерве Баншимийубуса (2011 — по настоящее время).

## Источник
- Annuario Pontificio, Libreria Editrice Vaticana, Città del Vaticano, 2003, стр. 1004, ISBN 88-209-7422-3